# Berliner Altersstudie
Die Berliner Altersstudie (BASE) ist eine deutsche multi- und interdisziplinäre Studie, die mit einer Vielzahl unterschiedlich alter und hochaltriger Menschen Fragen zum differentiellen Alterns-Begriff, Kompetenzen und Handlungsreserven älterer und hochaltriger Menschen (Senioren) untersucht.

## Ziele
Die Studie wurde 1989 von der Arbeitsgruppe "Altern und gesellschaftliche Entwicklung" (AGE) der damaligen Akademie der Wissenschaften begonnen. Bei der Durchführung der Berliner Altersstudie kooperierte eine Arbeitsgruppe AGE mit der Psychiatrischen Klinik der FU Berlin und einigen anderen Kliniken der Stadt und mit zwei Forschungsbereichen des Max-Planck-Instituts für Bildungsforschung.
BASE umfasst vier Forschungseinheiten (FE): Innere Medizin und Geriatrie, Psychiatrie, Psychologie sowie Soziologie und Sozialpolitik.
Vier theoretische Orientierungen der gerontologischer Forschung wurden verfolgt: differentielles Altern, Kontinuität und Diskontinuität im Alterns- und Lebensverlauf, Kapazitäts- und Handlungsreserven älterer Menschen und Altern als systemisches Phänomen.
Primär verantwortlich für die Studie waren Paul B. Baltes, Karl Ulrich Mayer, Hanfried Helmchen und Elisabeth Steinhagen-Thiessen. Die administrative Verantwortung liegt seit 1998 bei der Medizinerin Julia Delius.

## Methodik
Die Berliner Altersstudie zeichnet sich durch Multi- und Interdisziplinarität der Erhebungen, Konzentration auf das hohe und höchste Alter sowie durch die Arbeit mit einer für Berlin (West) repräsentativen Stichprobe aus, die nach Alter und Geschlecht geschichtet ist.
Darin gibt es die Kern- oder Intensivstichprobe der Studie. Sie besteht aus 516 Personen im Alter von 70 bis über 100-jährige Männer und Frauen, in den Altersgruppen 70–74, 75–79, 80–84, 85–89, 90–94, 95 und mehr Jahren (einschließlich über 100-Jährige) sind in dieser Kernstichprobe mit jeweils 43 Personen vertreten. Diese Gleichverteilung war ein Ziel der Studie, um auch für Subgruppen (z. B. hochaltrige Männer und Frauen, demente Personen) statistisch hinreichend gesicherte Aussagen machen zu können.
Die Intensiverhebung der Studie bestand zusätzlich zu der multidisziplinären Ersterhebung aus 13 weiteren, jeweils ca. 1,5 Stunden dauernden Untersuchungsteilen zu internistisch-geriatrischen, psychiatrischen, psychologischen sowie zu soziologischen, ökonomischen und sozialpolitischen Fragen des Alterns. 516 Teilnehmer der Hauptstudie (27 % der Stichprobe bzw. 56 % der Teilnehmer der multidisziplinären Ersterhebung) haben dieses umfangreiche Untersuchungsprogramm absolviert.
Die Erhebungen als Querschnittstudie wurden im Sommer 1996 beendet. Ergebnisse der Hauptstudie werden seit 1991 bei Konferenzen und Kongressen vorgestellt und seit 1992 publiziert. Danach gab es eine teilweise Fortführung als Längsschnittstudie.

## Fortsetzungsstudie Berliner Altersstudie II
Die Fortsetzungsstudie BASE-II untersucht die körperlichen, geistigen und sozialen Bedingungen, die zu einem möglichst erfolgreichen Altern beitragen. Insgesamt werden 2.200 Berlinerinnen und Berliner untersucht, davon sind 1.600 zwischen 60 und 80 Jahre, und – als Vergleichsgruppe – 600 zwischen 20 und 35 Jahre alt. Die erste Untersuchungswelle begann 2009 und wurde 2015 beendet. Die erste Welle der Untersuchung wurde durch das BMBF finanziert. BASE-II ist als Längsschnittstudie konzipiert: Es ist geplant, die Teilnehmer wiederholt in Abständen von etwa drei Jahren zu untersuchen, um Veränderungen bestimmen zu können.
Primär verantwortlich für die Studie sind Elisabeth Steinhagen-Thiessen (Forschungsgruppe Geriatrie der Charité), Lars Bertram (Universität zu Lübeck ehemals Max-Planck-Institut für Molekulare Genetik), Ulman Lindenberger (Max-Planck-Institut für Bildungsforschung), Gert G. Wagner (SOEP/Deutsches Institut für Wirtschaftsforschung) und Graham Pawelec (Universität Tübingen). Sprecher der Studie ist Denis Gerstorf (Humboldt-Universität zu Berlin).